# Ball's Pippin
Ball's Pippin es el nombre de una variedad cultivar de manzano (Malus domestica). 
Un híbrido del cruce de Cox's Orange Pippin x Sturmer Pippin. Criado por el viverista J.C. Allgrove, Langley, Bucks, Inglaterra. Introducido en 1923, recibió un premio al mérito de la Royal Horticultural Society en 1923. Las frutas son dulces y crujientes.

## Sinonimia
- "Lane’s Oakland Seedling".

## Historia
'Ball's Pippin' es una variedad de manzana, híbrido del cruce de Cox's Orange Pippin x Sturmer Pippin. Desarrollado y criado a partir de 'Cox's Orange Pippin' mediante una polinización por la variedad 'Sturmer Pippin', por el viverista J.C. Allgrove, Langley, Bucks, Inglaterra, (Reino Unido) a principios del siglo XX e introducido por ellos en el mercado en 1923, recibió un premio al mérito de la Royal Horticultural Society en 1923.
'Ball's Pippin' se cultiva en la National Fruit Collection con el número de accesión: 1926-035 y Accession name: Ball's Pippin.

## Características
'Ball's Pippin' árbol de extensión erguida, de vigor moderadamente vigoroso, portador de espuela. Tiene un tiempo de floración que comienza a partir del 7 de mayo con el 10% de floración, para el 11 de mayo tiene una floración completa (80%), y para el 18 de mayo tiene un 90% caída de pétalos.
'Ball's Pippin' tiene una talla de fruto mediano que tiende a ser grande; forma amplia cónica globosa con altura 64,00 mm y anchura 78,00 mm; con nervaduras medias; epidermis con color de fondo es verde amarillo, con un sobre color lavado de rojo-naranja, importancia del sobre color bajo, y patrón del sobre color de franjas rojas y manchas lavadas rojizas-anaranjadas, "russeting" (pardeamiento áspero superficial que presentan algunas variedades) bajo; la piel tiende a ser lisa se vuelve grasienta en la madurez; cáliz es pequeño y cerrado, colocado en una cuenca abierta y poco profunda; pedúnculo es largo y delgado, colocado en una cavidad algo profunda y ancha que generalmente está con  "russeting" con rayos que se extienden hasta el hombro. La pulpa es blanca crema, crujiente y jugosa.
Su tiempo de recogida de cosecha se inicia a principios de octubre. Se mantiene bien durante tres meses en cámara frigorífica.

## Usos
Una buena manzana de uso de postre fresca en mesa.

## Ploidismo
Diploide, auto estéril. Grupo de polinización: C, Día 11.